# لاله فاطمه نسومر
لاله فاطمه نسومر با نام اصلی فاطمه سید احمد (زاده: ۱۸۳۰، درگذشته: ۱۸۶۳) یکی از برجسته‌ترین شخصیت‌های مقاومت مردم الجزایر در ابتدای اشغال الجزایر توسط فرانسه بود. او در خانواده‌ای که طرفدار طریقه رحمانیه بودند بزرگ شد و پدرش محمد بن عیسی شیخ بزرگ طریقه رحمانیه بود.

## مقاومت در مقابل اشغالگری
فاطمه نسومر برای دفاع از منطقه جرجره در مقابل اشغالگری فرانسه به رهبر مقاوم الجزایر الشریف بوبغله (محمد بن عبدالله) پیوست و در نبردهای متعددی شرکت کرد. در یکی از این نبردها ابو بغله مجروح شد و فاطمه او را از مرگ نجات داد.
فاطمه در نبرد ۱۸ ژوئیه ۱۸۵۴ که در آن فرانسوی‌ها شکست خورده و با دادن بیش از ۸۰۰ کشته عقب‌نشینی کردند شرکت داشت. در یکی از این نبردها در سال ۱۸۵۷ راندون ژنرال فرانسوی ارتشی مرکب از ۴۵ هزار تن تشکیل داده و با فرماندهی خودش بسمت روستای آیت تسورغ که نیروهای فاطمه نسومر شامل ارتشی از ۷ هزار داوطلب مرد و تعدادی زن بود حرکت کرد. در این نبرد ۱۰ ژنرال فرانسوی کشته شدند.
فاطمه نسومر پیروزی‌های دیگری علیه دشمن در نواحی مختلف الجزایر محقق کرد و به همین دلیل دولتمردان فرانسوی یک ارتش به فرماندهی مارشال راندون و معاونت مارشال مک هون تشکیل دادند تا با ارتش فاطمه که متشکل از ۷۰۰۰ رزمنده بود مقابله کند. هنگامی که جنگ بین این دو ارتش درگرفت فرانسوی‌ها دست به قتل‌عام کلیه خانواده‌ها گرفته و در ژوئیه ۱۸۵۷ فاطمه با تعدادی از زنان دیگر به اسارت نیروهای فرانسوی درآمد.

## درگذشت
فاطمه بعد از این که به اسارت درآمد به زندانی در العیساویه در مرکز الجزایر که بشدت حفاظت می‌شد انداخته شد و سرانجام در سپتامبر ۱۸۶۳ در حالی که ۳۳ سال بیشتر نداشت در اثر بیماری درگذشت. گفته می‌شود او بر اثر مسمومیت جان باخته‌است چرا که فرانسوی‌ها از این وحشت داشتند که او بمثابه ژاندارک الجزایر روی مردم تأثیر بگذارد. در سال ۲۰۰۹ در محل دفن فاطمه یک موزه بنا شد که نام او را بر آن نهاده شده‌است.

## ژاندارک الجزیره
لویی ماسینیون مورخ فرانسوی به فاطمه لقب ژاندارک الجزیره داد ولی او این لقب را رد کرده و ترجیح داد که لقب خوله الجزیره را بیاد خوله بنت الازور مجاهد مسلمانی که لباس پهلوانی پوشیده و همراه با خالد بن ولید به رزم علیه اشغالگر می‌پرداخت.

## بزرگداشت
در بزرگداشت نقش تاریخی فاطمه نسومر نام او بر چندین انجمن زنان گذاشته شد. همچنین تاکنون آثار ادبی و هنری متعددی دربارهٔ شخصیت او خلق شده‌است.